# Sapaga
Sapaga är en ort i Burkina Faso. Den ligger i den centrala delen av landet, 120 km öster om huvudstaden Ouagadougou. Sapaga ligger 311 meter över havet och antalet invånare är 3 316.
Terrängen runt Sapaga är platt. Närmaste större samhälle är Koupéla, 8,9 km öster om Sapaga.
Omgivningarna runt Sapaga är en mosaik av jordbruksmark och naturlig växtlighet. Runt Sapaga är det ganska tätbefolkat, med 155 invånare per kvadratkilometer.